# Franklinia alatamaha
Franklinia alatamaha là một loài thực vật có hoa trong họ Theaceae. Loài này được Marshall mô tả khoa học đầu tiên năm 1785.

## Hình ảnh

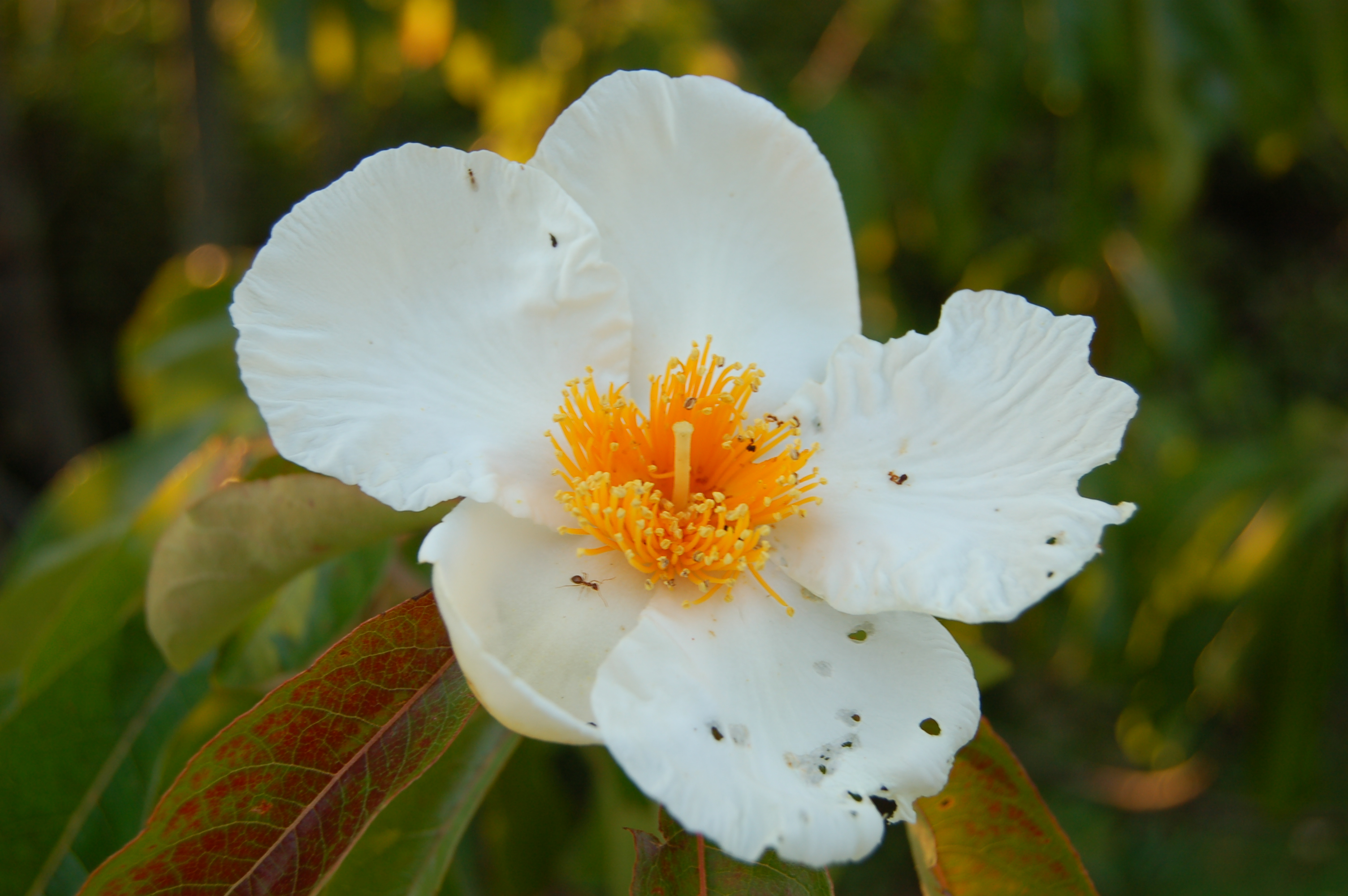
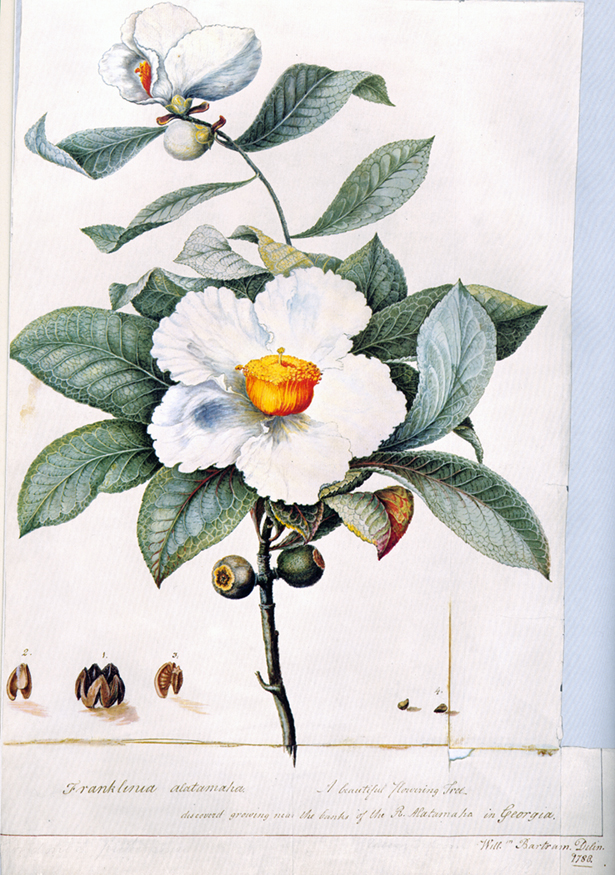